# Referendo na Coreia do Sul em 1969
Um referendo constitucional foi realizado na Coreia do Sul em 17 de outubro de 1969. As mudanças à constituição foram aprovadas por 67,5% dos eleitores, com uma participação de 77,1%.

## Resultados
| Opção                | Votos      | %    |
| -------------------- | ---------- | ---- |
| A favor              | 7.553.655  | 67,5 |
| Contra               | 3.636.369  | 32,5 |
| Votos nulos/brancos  | 414.014    | -    |
| Total                | 11.604.038 | 100  |
| Fonte: Nohlen et al. |            |      |